# SMS S 18
S 18 – niemiecki niszczyciel z okresu I wojny światowej. Szósta jednostka typu S 13. Po wojnie w składzie Reichsmarine. Skreślony ze stanu i zezłomowany w 1935 roku.